# Dani Ceballos
Daniel Ceballos Fernández (Sevilla, 1996. augusztus 7. –) spanyol korosztályos válogatott labdarúgó, aki jelenleg a Real Madrid játékosa.

## Pályafutása

### Arsenal
2019. július 25-én az Arsenal FC a hivatalos honlapján jelentette be, hogy megegyezett a Real Madrid csapatával és a 2019–20-as szenzonba kölcsönvette a fiatal középpályást. 2020. szeptember 5-én ismét egyéves kölcsönszerződést kötött a két klub.

## Sikerei, díjai

### Klub
- Real Betis:
  - Segunda División: 2014–15
- Real Madrid
  - Spanyol bajnok: 2021–22
  - Spanyol kupa: 2022–23,
  - Spanyol szuperkupa: 2017, 2021–22
  - UEFA-szuperkupa: 2017, 2022
  - UEFA-bajnokok ligája: 2017–18, 2021–22
  - FIFA-klubvilágbajnokság (3): 2017, 2018, 2022

- Arsenal
  - Angol kupa: 2019–20

### Spanyolország U19
- U19-es Európa-bajnokság: 2015[4]

### Spanyolország U21
- U21-es labdarúgó-Európa-bajnokság:
  - bajnok: 2019
  - döntős: 2017

### Egyéni
- U21-es labdarúgó-Európa-bajnokság legjobb játékosa: 2017[5]
- U21-es labdarúgó-Európa-bajnokság – Torna csapatának tagja: 2017[6]

## Statisztikái

### Klubcsapatokban
Legutóbb frissítve: 2021. május 9-én
| Klub                 | Szezon                | Liga                  | Liga            | Liga  | Nemzeti kupa    | Nemzeti kupa | Európai         | Európai | Összesen        | Összesen |
| Klub                 | Szezon                | Bajnokság             | Pályára lépések | Gólok | Pályára lépések | Gólok        | Pályára lépések | Gólok   | Pályára lépések | Gólok    |
| -------------------- | --------------------- | --------------------- | --------------- | ----- | --------------- | ------------ | --------------- | ------- | --------------- | -------- |
| Real Betis           | 2013–14               | La Liga               | 1               | 0     | 0               | 0            | —               | —       | 1               | 0        |
| Real Betis           | 2014–15               | Segunda División      | 33              | 5     | 2               | 0            | —               | —       | 35              | 5        |
| Real Betis           | 2015–16               | La Liga               | 34              | 0     | 4               | 0            | —               | —       | 38              | 0        |
| Real Betis           | 2016–17               | La Liga               | 30              | 2     | 1               | 0            | —               | —       | 31              | 2        |
| Real Betis           | Real Betis összesen   | Real Betis összesen   | 98              | 7     | 7               | 0            | —               | —       | 105             | 7        |
| Betis B              | 2014–15               | Segunda División B    | 4               | 0     | —               | —            | —               | —       | 4               | 0        |
| Betis B              | Real Betis B összesen | Real Betis B összesen | 4               | 0     | —               | —            | —               | —       | 4               | 0        |
| Real Madrid          | 2017–18               | La Liga               | 12              | 2     | 6               | 0            | 4               | 0       | 22              | 2        |
| Real Madrid          | 2018–19               | La Liga               | 23              | 3     | 7               | 0            | 4               | 0       | 34              | 3        |
| Real Madrid          | 2021–22               | La Liga               | 0               | 0     | 0               | 0            | 0               | 0       | 0               | 0        |
| Real Madrid          | Real Madrid összesen  | Real Madrid összesen  | 35              | 5     | 13              | 0            | 8               | 0       | 56              | 5        |
| Arsenal (kölcsönben) | 2019–20               | Premier League        | 24              | 0     | 5               | 1            | 6               | 1       | 37              | 2        |
| Arsenal (kölcsönben) | 2020–21               | Premier League        | 25              | 0     | 0               | 0            | 12              | 0       | 40              | 0        |
| Arsenal (kölcsönben) | Arsenal összesen      | Arsenal összesen      | 49              | 0     | 5               | 1            | 18              | 1       | 77              | 2        |
| Teljes karrier       | Teljes karrier        | Teljes karrier        | 186             | 12    | 23              | 1            | 25              | 1       | 242             | 14       |

1. ↑  Magában foglalja a Spanyol szuperkupán, az UEFA-szuperkupán, a FIFA-klubvilágbajnokságon, az FA-kupán és az Angol ligakupán való pályára lépéseit is.

### A válogatottban
Legutóbb frissítve:2020. október 13-án:
| Nemzet        | Év       | Pályára lépései | Góljai |
| ------------- | -------- | --------------- | ------ |
| Spanyolország | 2018     | 5               | 1      |
| Spanyolország | 2019     | 4               | 0      |
| Spanyolország | 2020     | 2               | 0      |
| összesen      | összesen | 11              | 1      |

### Góljai a válogatottban
| # | Dátun              | Helyszín                               | Ellenfél     | Gól | Végeredmény | Verseny                    |
| - | ------------------ | -------------------------------------- | ------------ | --- | ----------- | -------------------------- |
| 1 | 2018. november 15. | Maksimir Stadion, Zágráb, Horvátország | Horvátország | 1–1 | 2–3         | 2018–19-es Nemzetek Ligája |